# Çatalhöyük
Çatalhöyük  (de asemenea, Çatal Höyük și Çatal Hüyük; Catal este în turcă pentru "furculiță", höyük pentru "movilă") a fost un foarte mare oraș/cetate neolitic/ă din sudul Anatoliei, care a existat aproximativ între 7500 î.Hr. și 5700 î.Hr., și a înflorit în jurul 7000 î.Hr. Acesta este cel mai mare și cel mai bine conservat sit neolitic găsit până în prezent. În iulie 2012, acesta a fost înscris în Patrimoniul Mondial UNESCO.

## Localizare
Çatalhöyük este situat pe câmpia Konyei, sud-est de orașul actual Konya (vechiul Iconia), în Turcia, la aproximativ 140 km de muntele Hasan.

## Arheologie
Situl a fost pentru prima oară excavat de James Mellaart în 1958. El a condus mai târziu, o echipă, care a excavat acolo patru sezoane între 1961 și 1965. Aceste săpături au dezvăluit că această secțiune din Anatolia era un centru de cultură avansat în perioada neolitică. Mellaart a fost interzis în Turcia, pentru implicarea sa în afacerea Dorak în care a publicat desene ale unor presupuse artefacte importante din epoca bronzului, care mai târziu au dispărut.
După acest scandal, situl a rămas în așteptare până în 12 septembrie 1993, când au început investigațiile, sub conducerea lui Ian Hodder, apoi a University of Cambridge. Aceste investigații sunt printre proiectele de excavare cele mai ambițioase în prezent în curs de desfășurare.

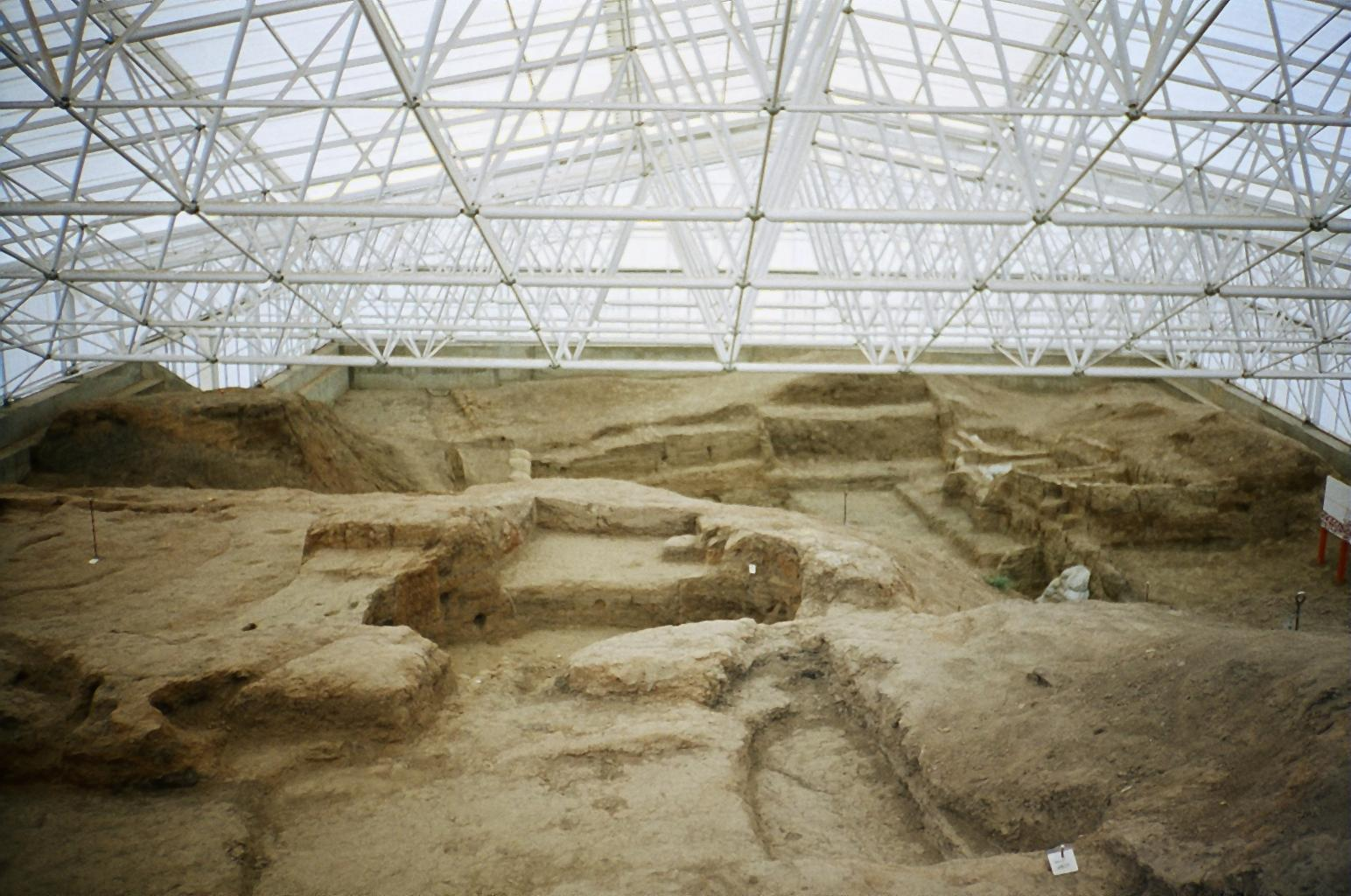
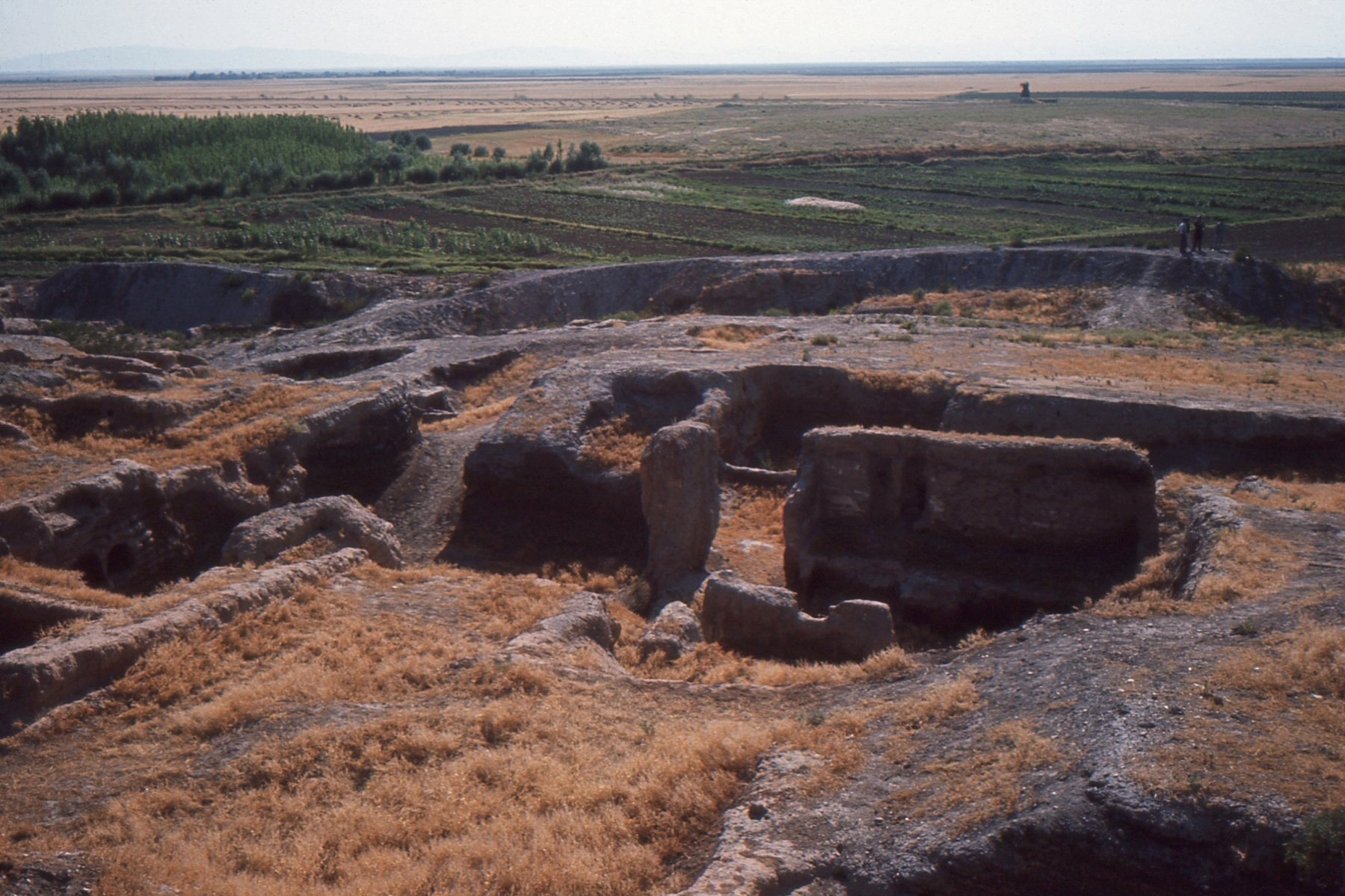